# Anthony Rex Hunter
Anthony Rex Hunter (ur. 23 sierpnia 1948 w Ashford, Kent) – brytyjsko-amerykański biolog, profesor biologii Instytutu Salka w dziale biologii molekularnej oraz na Uniwersytecie Kalifornijskim w San Diego. Publikuje jako Tony Hunter.
W 1987 roku został wybrany na członka Towarzystwa Królewskiego w Londynie (Royal Society).
W 2005 roku razem z Alexandrem Levitzkim i Anthonym Pawsonem otrzymał nagrodę Wolfa w dziedzinie medycyny.